# Gimels
Gimel (en francès Gimel-les-Cascades) és un municipi francès situat al departament de la Corresa i a la regió del Llemosí.

## Demografia
| 1962                                       | 1968 | 1975 | 1982 | 1990 | 1999 | 2007 |
| ------------------------------------------ | ---- | ---- | ---- | ---- | ---- | ---- |
| 601                                        | 558  | 494  | 553  | 655  | 630  | 700  |
| Des de 1962: població sense dobles comptes |      |      |      |      |      |      |

## Administració
| Període | Identitat     | Partit |
| ------- | ------------- | ------ |
| 2001-   | Alain Sentier |        |